# قمار (فیلم ۱۹۱۶)
«قمار» (انگلیسی: The Gamble (1916 film)) یک فیلم به کارگردانی تام ریکتس است که در سال ۱۹۱۶ منتشر شد.